# Kempfeld
Kempfeld település Németországban, Rajna-vidék-Pfalz tartományban. Lakosainak száma 764 fő (2023. december 31.).

## Népesség
A település népességének változása:
| Lakosok száma | 858  | 758  | 756  | 774  | 777  | 764  |
|               | 1975 | 2017 | 2019 | 2021 | 2022 | 2023 |